# أحمد الصالح (لاعب كرة قدم)
أحمد الصالح (20 أيار 1989) لاعب كرة قدم سوري كردي من مدينة عامودا في محافظة الحسكة، يلعب حالياً لنادي العربي الكويتي منذ بداية العام 2020.

## مسيرة الأندية
بدأ مسيرته الاحترافية مع نادي الجيش في الدوري السوري، وانضم إلى المنتخب السوري في عام 2008.
انضم لصفوف نادي العهد اللبناني بين عامي 2018 و2020 حيث حقق معه البطولات التالية: الدوري اللبناني، وكأس لبنان، وكأس الاتحاد الآسيوي ثم غادره ليعود ويلعب لصالح النادي العربي مجددًا.

## المسيرة الدولية
كان الصالح من ضمن منتخب سوريا تحت 17 سنة في كأس العالم تحت 17 سنة لكرة القدم 2007 الذي أقيم في كوريا الجنوبية. ولعب ضد الأرجنتين، وإسبانيا وهندوراس في مرحلة المجموعات. وسجل هدف واحد ضد هندوراس في ثالث مباريات مرحلة المجموعات.
تم اختيار الصالح من قبل فاليريو تيتسا لينضم إلى تشكيلة مكونة من 23 لاعباً استعداداً للمشاركة في كأس آسيا 2011 في قطر، لكنه لم يلعب في أي من المباريات الثلاثة لسوريا.
شارك مع منتخب سوريا في بطولة كأس آسيا 2019، كان لاعباً أساسياً رغم عدم مشاركته في المباريات الاستعدادية التي سبقت البطولة، لم يظهر في مستواه المعهود في البطولة بسبب ما أرجعه المحللون إلى قلة مشاركاته مع نادي العهد، أثير حوله الكثير من اللغط على إثر اتهامه بإثارة المشاكل مع رفاقه في المنتخب بعد سحب شارة الكابتن منه وإعطائها لعمر السومة، حيث كان قد أعلن اعتزاله في معسكر النمسا الذي أُقيم في نوفمبر 2017 بعد انتهاء تصفيات كأس العالم قبل أن يتراجع عن ذلك. أكد عمر السومة وجود مثل هذه الخلافات في مقابلة أُجربت معه في برنامج صدى الملاعب بتاريخ 3 مارس 2019 رغم نفيها تماماً من قبل الصالح في مقابلة أجريت معه في برنامج منحكي رياضة. حيث حمّل المدرب شتانغه كامل المسؤولية جراء الخروج من الدور الأول وعدم ظهور المنتخب بالشكل اللائق.

### أهداف دولية
| الهدف | التاريخ        | المكان                              | الخصم  | النتيجة | الحصيلة | المنافسة                             |
| ----- | -------------- | ----------------------------------- | ------ | ------- | ------- | ------------------------------------ |
| 1     | 20 ديسمبر 2012 | ملعب الصداقة والسلام، مدينة الكويت، | العراق | 1–0     | 1–0     | بطولة اتحاد غرب آسيا لكرة القدم 2012 |
| 2     | 13 يونيو 2017  | ملعب هانج جيبات، ملقا،              | الصين  | 2–2     | 2–2     | تصفيات كأس العالم لكرة القدم 2018    |

## وصلات خارجية
- احمد الصالح على موقع الاتحاد الدولي (مؤرشف)  (الإنجليزية)
- احمد الصالح على موقع ناشيونال فوتبول تيمز (الإنجليزية)
- احمد الصالح على موقع Soccerway.com (الإنجليزية)
- احمد الصالح على موقع كووورة
- اللاعب أحمد الصالح على موقع كووورة.